# Knudsenströmung
Der Übergang von der viskosen Strömung zur molekularen Strömung wird Knudsenströmung (nach Martin Hans Christian Knudsen) genannt. Sie herrscht im Feinvakuumgebiet (10−3 bis 1 mbar) vor. Die freie Wegstrecke der Teilchen ist dann mit dem Durchmesser der Leitung vergleichbar, die Knudsen-Zahl also etwa 1.
Ebenso kann das Produkt aus Druck p und Rohrdurchmesser d für ein bestimmtes Gas, bei einer bestimmten Temperatur als charakteristische Größe für die verschiedenen Strömungsarten dienen.